# Echidna rhodochilus
Echidna rhodochilus är en fiskart som beskrevs av Bleeker, 1863. Echidna rhodochilus ingår i släktet Echidna och familjen Muraenidae. Inga underarter finns listade i Catalogue of Life.